# Incident de Liangguang

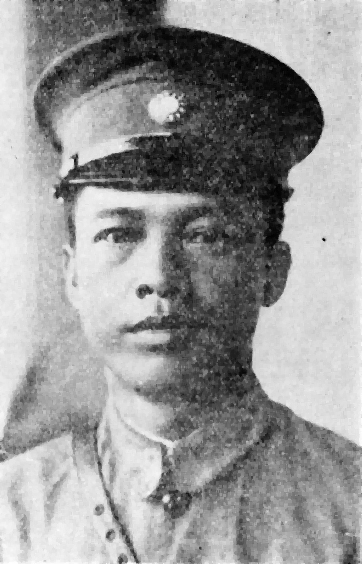
Chen Jitang (Ch'en Chi-t'ang) (1890 - 1954)

 (février 2019).
Si vous disposez d'ouvrages ou d'articles de référence ou si vous connaissez des sites web de qualité traitant du thème abordé ici, merci de compléter l'article en donnant les références utiles à sa vérifiabilité et en les liant à la section « Notes et références ».
L'incident de Liangguang (两广事变) se réfère aux évènements politiques qui eurent lieu de juin à septembre 1936 et qui opposèrent la république chinoise et les seigneurs de la guerre du Guangxi et du Guangdong. Chen Jitang du Guangdong, utilisant le très fort sentiment antijaponais de la Chine, cherche à contrer le désir de Tchang Kaï-chek de mettre fin à son pouvoir en réintégrant sa province à la Chine. Les manœuvres et les complots fomentés autour de cette question mena le pays vers une guerre civile. Mais finalement, les trois partis finirent par s'entendre pacifiquement.

## Contexte
Après les agressions japonaises durant la guerre de Shanghai en 1932 et la guerre de Mandchourie en 1933, la Chine est très affaiblie et humiliée par la trêve de Tanggu puis par l'accord He-Umezu de 1935. Entretemps, Mao Zedong avait fini d'opérer son repli le long de trois axes au cours de sa Longue Marche du 15 octobre 1934 au 20 octobre 1935. Celle-ci emmenait plus de cent mille communistes chinois vers Yan'an. Tchang Kaï-chek entend bien les exterminer et ordonne qu’on les harcèle sans cesse et qu'on pratique la terre brulée. Mais les seigneurs de la guerre du Guizhou, Wang Jialie (en), du Guangdong de Chen Jitang et du Guanxi de Li Zongren s'y opposent. Ils feignent de combattre Mao mais en réalité ils le laissent traverser leur province pacifiquement.
Pour se venger, Tchang Kaï-chek, en mai 1935, parvient à isoler Wang Jialie en corrompant ses principaux commandants militaires puis à le renverser. Le Guizhou est alors réintégré à la république de Chine.
En mai 1936, le plus important soutien politique de Chen Jitang et principal opposant à la dictature de Tchang Kaï-chek, Hu Hanmin, meurt d'une hémorragie cérébrale. Tchang Kaï-chek pense profiter de l'affaiblissement de Chen pour tenter de mettre fin à l'autonomie du Guangdong. Chen réagit immédiatement en s'arrangeant avec la clique dite du "nouveau Guangxi" pour tenter de renverser Tchang.

## Déroulement
À la mi-juin, Tchang Kaï-chek mobilise ses troupes et envisage de porter son offensive contre les armées du Guangdong et du Guangxi en passant par le Hunan.
Le 14 juillet, le général Yu Hanmou lance un ultimatum à Chen Jitang pour quitter le Guangdong dans les 24 heures sinon l'attaque contre Guangzhou sera ordonnée. Dans le même temps, Chen Jitang apprend que sa force aérienne de 70 avions a déserté du fait de la trahison de son commandant, Huang Guangrui. De plus, ses forces ne sont pas encore prêtes pour faire face à la puissante et expérimentée armée de Tchang Kaï-chek. Comprenant qu'un bain de sang serait inutile, Chen Jitang se résolut d'accepter l'ultimatum et démissionna. Il reçut en dédommagement un poste gouvernemental à Hong-Kong.
À cette date, la clique du Guanxi se retrouve seule mais parvient à attirer une bonne partie des soldats démobilisés de Chen Jitang pour contrecarrer le Kuomintang.
C'est alors que le 15 juillet, Feng Yuxiang, ancien seigneur de la guerre du Guominjun, cherche à concilier les parties et les unir pour faire face aux appétits japonais et reprendre la Mandchourie du Manchoukouo. Utilisant son prestige et son influence, il ouvre des négociations pour éviter une nouvelle guerre fratricide chinoise.
Jusqu'au 4 septembre 1936, un statu quo est établi de part et d’autre des frontières de la province et de laborieuses tractations diplomatiques sont entamées. Finalement, un accord est signé à Liangguang. Tchang Kaï-chek renonce à son projet d'annexion du Guanxi en échange du retour au statu quo. Toutefois, il conserve désormais le contrôle du Guangdong.

## Conséquences
L'incident de Liangguang, après plus de 3 mois, aura mobilisé environ 800.000 soldats sans qu'il y ait finalement un seul coup de feu qui n'ait été tiré. Mais la Chine a échappé de justesse à une nouvelle guerre intestine. 
Tchang Kaï-chek se sent alors puissant et projette de lancer une ultime offensive pour détruire Mao retranché au Shaanxi. Mais son enlèvement en décembre 1936 que représente l'incident de Xi'an va considérablement discréditer Tchang jusqu'au déclenchement de la seconde guerre sino-japonaise.

## Liens extérieurs
- (en) "The LiangGuang Incident" under the Angles of Publication Media
- (en) Liangguang incident